# Departamento Nacional da Propriedade Industrial
Departamento Nacional da Propriedade Industrial foi órgão integrante do antigo Ministério do Trabalho, Indústria e Comércio brasileiro, reorganizado na era presidencial José Linhares, com a incumbência básica que lhe dava o Decreto-Lei nº 8.933, de 26 de janeiro de 1946.

## Atribuições
Assim lhe cometia as atribuições o Decreto-Lei citado, prescrevendo-o logo em seu art. 1º, transcrito na íntegra:
"Art 1° – O Departamento Nacional da Propriedade Industrial (D.N.P.I)., órgão integrante do Ministério do Trabalho, Indústria e Comércio diretamente subordinado ao Ministro de Estado, tem por finalidade:
I – promover e executar, na forma da legislação em vigor e no dos tratados e convenções a que o Brasil esteja ligado, a proteção da Propriedade Industrial, em sua função econômica e jurídica, garantindo os direitos daqueles que contribuem para melhor aproveitamento ou distribuição da riqueza, mantendo a lealdade da concorrência no comércio e na indústria e estimulando a iniciativa individual no espírito criador e inventivo:
II – promover o aproveitamento das invenções pela indústria nacional, através dos órgãos públicos com a mesma relacionados e dos particulares representativos dos seus interesses servindo de intermediário entre eles e o inventor."
Era, pois, órgão subministerial daquela época destinado a cuidar dos assuntos relativos aos registros de direitos de propriedade industrial, com o entendimento de indústria de então. Cuidava, assim, também do registro de patentes de descobertas, inventos e assemelhados, que pudessem resguardar ao criador, descobridor ou inventor as prerrogativas que o direito lhe assegurava relativas àquela concepção.
Foi, posteriormente, sucedido pelo Instituto Nacional da Propriedade Industrial (Brasil), por meio da Lei n.º 5.648, de 11 de dezembro de 1970, com a ementa "regulamenta e cria o Instituto Nacional da Propriedade Industrial e dá outras providências".